# Lise Darly
Lise Darly (geboren: Elise Garnier) (Nice, 27 december 1981) is een Frans zangeres.

## Graine de Starr
In 1999 nam Darly deel aan het Graine de Starr in Mandelieu-la-Napoule, waar jonge talenten de kans krijgen om zich aan het grote publiek voor te stellen via de Franse zender M6. Hiermee werd ze direct een nationale beroemdheid.

## Eurovisiesongfestival
In 2005 is Darly de uitverkorene voor TMC om namens Monaco deel te nemen aan het Eurovisiesongfestival 2005 met het nummer Tout de moi. Het nummer Tout de moi is geschreven door Phil Bosco die ook het nummer "Notre Planète" schreef voor de Monegaskse deelname (van Marion) aan het Eurovisiesongfestival 2004. De eerste deelname in 2004 van Monaco in meer dan 25 jaar was een grote teleurstelling. Prins Albert van Monaco keek persoonlijk toe op de selectie.
Darly plaatste zich in 2004 als tweede tijdens de TMC selectie voor het Eurovisiesongfestival 2004. In 2005 nam ze wraak en vertegenwoordigde ze Monaco in Kiev. Evenals Glennis Grace werd ze echter met een liedje wat goede verwachtingen had direct uitgeschakeld in de halve finale.
1959: Jacques Pills · 
1960: François Deguelt · 
1961: Colette Deréal · 
1962: François Deguelt · 
1963: Françoise Hardy · 
1964: Romuald · 
1965: Marjorie Noël · 
1966: Tereza · 
1967: Minouche Barelli · 
1968: Line & Willy · 
1969: Jean-Jacques · 
1970: Dominique Dussault · 
1971: Séverine · 
1972: Anne-Marie Godart & Peter McLane · 
1973: Marie · 
1974: Romuald · 
1975: Sophie · 
1976: Mary Christy · 
1977: Michèle Torr · 
1978: Caline & Olivier Toussaint · 
1979: Laurent Vaguener · 
2004: Märyon · 
2005: Lise Darly · 
2006: Séverine Ferrer
- Bibliothèque nationale de France: cb151061373 (data)
- International Standard Name Identifier: 0000 0000 0542 2350
- MusicBrainz: dffb9dc2-3215-446d-a111-1c3145f36b13
- Virtual International Authority File: 44598711